# Арицо
Арицо (итал. Aritzo) је насеље у Италији у округу Нуоро, региону Сардинија.
Према процени из 2011. у насељу је живело 1321 становника. Насеље се налази на надморској висини од 811 м.

## Становништво
| 1931. | 1936. | 1951. | 1961. | 1971. | 1981. | 1991. | 2001. | 2011. |
| ----- | ----- | ----- | ----- | ----- | ----- | ----- | ----- | ----- |
| 2.457 | 2.445 | 2.411 | 2.469 | 1.871 | 1.854 | 1.692 | 1.544 | 1.328 |